# سحاتة (أولاد يحيى لوطا)
سحاتة هو دُوَّار يقع بجماعة ولاد يحيى لوطا، إقليم بنسليمان، جهة الدار البيضاء سطات في المملكة المغربية. ينتمي الدوّار لمشيخة أولاد يحيى لوطا التي تضم 6 دواوير. يقدر عدد سكانه بـ 880 نسمة حسب الإحصاء الرسمي للسكان والسكنى لسنة 2004.

## روابط خارجية
- البوابة الوطنية للجماعات الترابية نسخة محفوظة 12 مارس 2018 على موقع واي باك مشين.
- المندوبية السامية للتخطيط